# ISO 8583
Introduzida originalmente em 1987, a ISO 8583 especifica o intercâmbio entre emissões e aquisições com cartões de crédito. Apesar de amplamente adotado, certos campos no padrão são abertos a interpretações resultando em problemas de comunicação entre várias redes. A versão de 1993 do padrão resolveu alguns mas nem todos os problemas.
A Implementação da ISO 8583, particularmente com respeito a transações através de limites internos das instituições é quase exaustivamente tratada por esquemas de cartões de crédito. Mesmo a Versão 1993 sendo implementada em alguns países somente, é então possível atingir uma consistência, a interpretação Europeia (European-wide interpretation) para a implementação da versão de 1993, na qual, reduziu custos dos bancos que são membros de mais de um esquema de cartões e habilitou a interoperabilidade além das fronteiras internas da instituições entre usuários dos padrões ISO de forma a ser atingida mais efetivamente.
Serviços da indústria financeira incluem a troca de mensagens eletrônicas relacionadas a transações financeiras. Acordos na aplicação da especificação são geralmente ao nível de negocio ou a nível privado. Este padrão internacional é designado como uma especificação de interface habilitando mensagens serem trocadas entre sistemas adotando uma variedade de especificações de aplicações. A aplicação da especificação pode se manter a um nível privado. Arquitetos de tais aplicações tem a completa liberdade de projetar totalmente restrições em que mensagens devem ser convertidas para o formato de interface em ordem que intercâmbios internacionais podem ocorrer.
Este padrão internacional usa um conceito chamado "bit map", onde cada elemento de dado é designado a uma posição indicadora no campo de control, ou "bit map". Um bit ligado (1) na posição designada indica a presença do elemento de dado na especificação da mensagem; Um zero no bit (desligado) na posição designada indica a ausência do elemento de dado.
Formatos de mensagens usados em sistemas individuais são temas das reações comerciais entre as partes contratantes de cada sistema. Os formatos de dados especificada neste padrão internacional são designados para assegurar que a compátibilidade entre os sistemas conforme este padrão internacional é sempre viavel.
A mensagem são compostas de mensagens em formato padrão, nomeadas de identificadores de tipo de mensagens. bitmap e campos de dados.

## Identificadores de tipo de Mensagens
O identificador de tipo de mensagem é um campo numérico de 4 dígitos que especifica o tipo de mensagem que deve ser processado. O formato do identificador  é VnXY.
V: número de versão da ISO 8583 (0 indica que é ISO 8583:1987; 1 indica ISO 8583:1992).
n: Classe da Mensagem conforme a tabela abaixo:
| 0 Reserved for ISO use | 1 Authorization | 2 Financial |
| 3 File action | 4 Reversal/Chargeback | 5 Reconciliation |
| 6 Administration | 7 Fee collection | 8 Network management |
| 9 Reserved for ISO use | | |
X: Função da Mensagem conforme tabela:
| 0 Request | 1 Request response | 2 Advice |
| 3 Advice response | 4 Notification | 5 - 9 Reserved for ISO use |
Y: Origem da Transação
| 0 Acquirer | 1 Acquirer repeat | 2 Card issuer |
| 3 Card issuer repeat | 4 Other | 5 Other repeat |
| 6 –9 Reserved for ISO use | | |

## Bitmaps
O segundo componente da mensagem é um ou dois bitmaps, cada consistindo de 64bits. O primeiro bitmap (bits 1 ao 64) é o bitmap primário. Este bitmap contém os campos mais frequentemente usados no bitmap e estão sempre presente. O próximo bitmap (bits de 65 a 128) são o bitmap secundário. Este bitmap é opcional; 1 no primeiro bit do bitmap primário indica sua presença.

## Campos de dados
No bitmap, cada bit significa a presença ou ausência do dado na mensagem. Se o bit é ligado (1), o campo de dado está presente na mensagem. se não está ligado (0), o campo de dado não está presente.